# Pilota d'Or 1988
El premi Pilota d'Or 1988, atorgat al millor futbolista europeu de l'any, a criteri d'un panell de periodistes esportius d'arreu dels territoris membres de la UEFA, fou entregat a Marco van Basten el 27 de desembre de 1988.
Hi havia 27 votants, procedents d'Albània, Àustria, Bèlgica, Bulgària, Txecoslovàquia, Dinamarca, Alemanya de l'Est, Anglaterra, Finlàndia, França, Grècia, Hongria, Itàlia, Luxemburg, Països Baixos, Polònia, Portugal, República d'Irlanda, Romania, Escòcia, Unió Soviètica, Espanya, Suècia, Suïssa, Turquia, Alemanya Occidental i Iugoslàvia. Van Basten va ser el tercer nacional neerlandès a guanyar el guardó després de Johan Cruyff (1971, 1973, 1974) i Ruud Gullit (1987).

## Classificació
| Posició | Nom                    | Club                     | Nacionalitat   | Punts |
| 1       | Marco van Basten       | AC Milan                 | Països Baixos  | 129   |
| 2       | Ruud Gullit            | AC Milan                 | Països Baixos  | 88    |
| 3       | Frank Rijkaard         | AC Milan                 | Països Baixos  | 45    |
| 4       | Oleksiy Mykhaylychenko | FC Dinamo de Kíev        | Unió Soviètica | 41    |
| 5       | Ronald Koeman          | PSV Eindhoven            | Països Baixos  | 39    |
| 6       | Lothar Matthäus        | Inter de Milà            | RFA            | 10    |
| 7       | Gianluca Vialli        | UC Sampdoria             | Itàlia         | 7     |
| 8       | Franco Baresi          | AC Milan                 | Itàlia         | 5     |
| 8       | Jürgen Klinsmann       | VfB Stuttgart            | RFA            | 5     |
| 8       | Oleksandr Zavarov      | Juventus FC              | Unió Soviètica | 5     |
| 11      | Tanju Çolak            | Galatasaray              | Turquia        | 4     |
| 11      | Oleh Kuznetsov         | FC Dinamo de Kíev        | Unió Soviètica | 4     |
| 13      | Rinat Dasayev          | Sevilla FC               | Unió Soviètica | 3     |
| 13      | Anatoliy Demyanenko    | FC Dinamo de Kíev        | Unió Soviètica | 3     |
| 13      | Glenn Hysén            | ACF Fiorentina           | Suècia         | 3     |
| 13      | Míchel                 | Reial Madrid             | Espanya        | 3     |
| 17      | Flemming Povlsen       | 1. FC Köln               | Dinamarca      | 2     |
| 17      | Michel Preud'homme     | KV Mechelen              | Bèlgica        | 2     |
| 17      | Walter Zenga           | Inter de Milà            | Itàlia         | 2     |
| 20      | Gheorghe Hagi          | Steaua București         | Romania        | 1     |
| 20      | Roberto Mancini        | UC Sampdoria             | Itàlia         | 1     |
| 20      | Dejan Savićević        | Estrella Roja de Belgrad | Iugoslàvia     | 1     |
| 20      | Neville Southall       | Everton FC               | Gal·les        | 1     |
| 20      | Dragan Stojković       | Estrella Roja de Belgrad | Iugoslàvia     | 1     |